# Paralelo 10 S
O Paralelo 10 S é um paralelo no 10° grau a sul do plano equatorial terrestre.
Começando pelo Meridiano de Greenwich e tomando a direção leste, o paralelo 10° Sul passa sucessivamente por:
| País, território ou mar        | Notas |
| ------------------------------ | --- |
| Oceano Atlântico               | |
| Angola                         | |
| República Democrática do Congo | |
| Zâmbia                         | |
| Malawi                         | |
| Lago Malawi                    | |
| Tanzânia                       | |
| Oceano Índico                  | |
| Seicheles                      | Grupo de Aldabra |
| Oceano Índico                  | Passa entre o Grupo de Farquhar e a Ilha Cerf, Seicheles · Passa a norte das Ilhas Agalega, Ilhas Maurícias                                                                   |
| Indonésia                      | Ilha de Sumba |
| Mar de Savu                    | |
| Indonésia                      | Ilha de Timor |
| Oceano Índico                  | Mar de Timor |
| Mar de Arafura                 | |
| Austrália                      | Ilhas do Estreito de Torres |
| Oceano Pacífico                | Mar de Coral |
| Papua-Nova Guiné               | Ilha da Nova Guiné e Ilha Normanby |
| Oceano Pacífico                | Mar de Salomão |
| Oceano Pacífico                | Passa entre as ilhas de Guadalcanal e Makira, Ilhas Salomão · Passa entre os arquipélagos Duff e Reef, Ilhas Salomão · Passa entre os atóis de Nukulaelae e Niulakita, Tuvalu |
| Ilhas Cook                     | Atol Rakahanga |
| Oceano Pacífico                | |
| Kiribati                       | Ilha Caroline |
| Oceano Pacífico                | |
| Polinésia Francesa             | Ilha Tahuata |
| Oceano Pacífico                | |
| Polinésia Francesa             | Ilha Mohotani |
| Oceano Pacífico                | |
| Peru                           | |
| Fronteira Brasil-Peru          | |
| Peru                           | |
| Brasil                         | Acre |
| Bolívia                        | |
| Brasil                         | Rondônia Mato Grosso Tocantins Maranhão Piauí Bahia Sergipe Alagoas |
| Oceano Atlântico               | |